# Oskar Rudolfowitsch Munz
Oskar Rudolfowitsch Munz (russisch Оскар Рудольфович Мунц; * 20. Septemberjul. / 2. Oktober 1871greg. in Odessa; † 7. Januar 1942 in Leningrad) war ein niederländisch-russisch-sowjetischer Architekt und Hochschullehrer.

## Leben
Munz war der Sohn des Generalkonsuls der Niederlande in Odessa. 1889 bestand Munz in St. Petersburg die Zulassungsprüfung für ein Studium an der Kaiserlichen Akademie der Künste (IACh). 1892 begann er das Studium in der Architektur-Abteilung der Kunsthochschule der IACh. 1893 bescheinigte die Kanzlei des St. Petersburger Stadtverwaltungsleiters dem Niederländer lutherischer Konfession Oskar Munz auf dessen Wunsch die russische Staatsbürgerschaft. 1894 wechselte er in die Architektur-Abteilung der IACh. Für seine Arbeiten erhielt er Silber- und Goldmedaillen. 1896 schloss er das Studium bei Leonti Benois als Künstler-Architekt mit einer Goldmedaille ab mit dem Recht, Gebäude zu errichten, und dem Anrecht auf die 10. Rangklasse im Zivildienst und eine Auslandsreise.
Dank der Bemühungen Benois' erhielt Munz ein einjähriges Auslandsreisestipendium, mit dem er Österreich-Ungarn, Deutschland, Italien und Frankreich besuchte. Nach seiner Rückkehr arbeitete er als Assistent bei Alexander von Hohen, Ieronim Kitner und Leonti Benois.
Ab 1901 arbeitete Munz als selbständiger Architekt in verschiedenen Städten.
Neben seiner Bautätigkeit lehrte Munz ab 1904 in der Klasse für allgemeine Architektur der Kunsthochschule der IACh, am Kseninski-Institut für Frauen, an den Polytechnischen Kursen für Frauen, an J. F. Bagajewas Architektur-Kursen und nach der Oktoberrevolution am Institut für Zivilingenieure (1921–1924).
1930 wurde Munz Architekt des Kirowsker Apatit-Nephelin-Trusts. 1933 wurde er Leiter des Baubüros des Leningrader Projektierungsinstituts Lenprojekt. 1939 wurde er zum Doktor der Architektur promoviert.
Munz war mit Magdalina Lwowna geborene Schorstein (1876–1961), Tochter des Arztes Lew Moissejewitsch Schorstein (1837–1899) und Enkelin des Arztes Mossei Moissejewitsch Schorstein (1812–1873) verheiratet. Ihre Kinder waren der Architekt Wladimir Munz und die Künstlerin Natalija Oskarowna Munz (1907–1980).
Munz starb im Deutsch-Sowjetischen Krieg während der Leningrader Blockade und wurde auf dem Leningrader Friedhof auf der Dekabristeninsel im Gemeinschaftsgrab der Professoren der Akademie der Künste begraben.

## Werke (Auswahl)

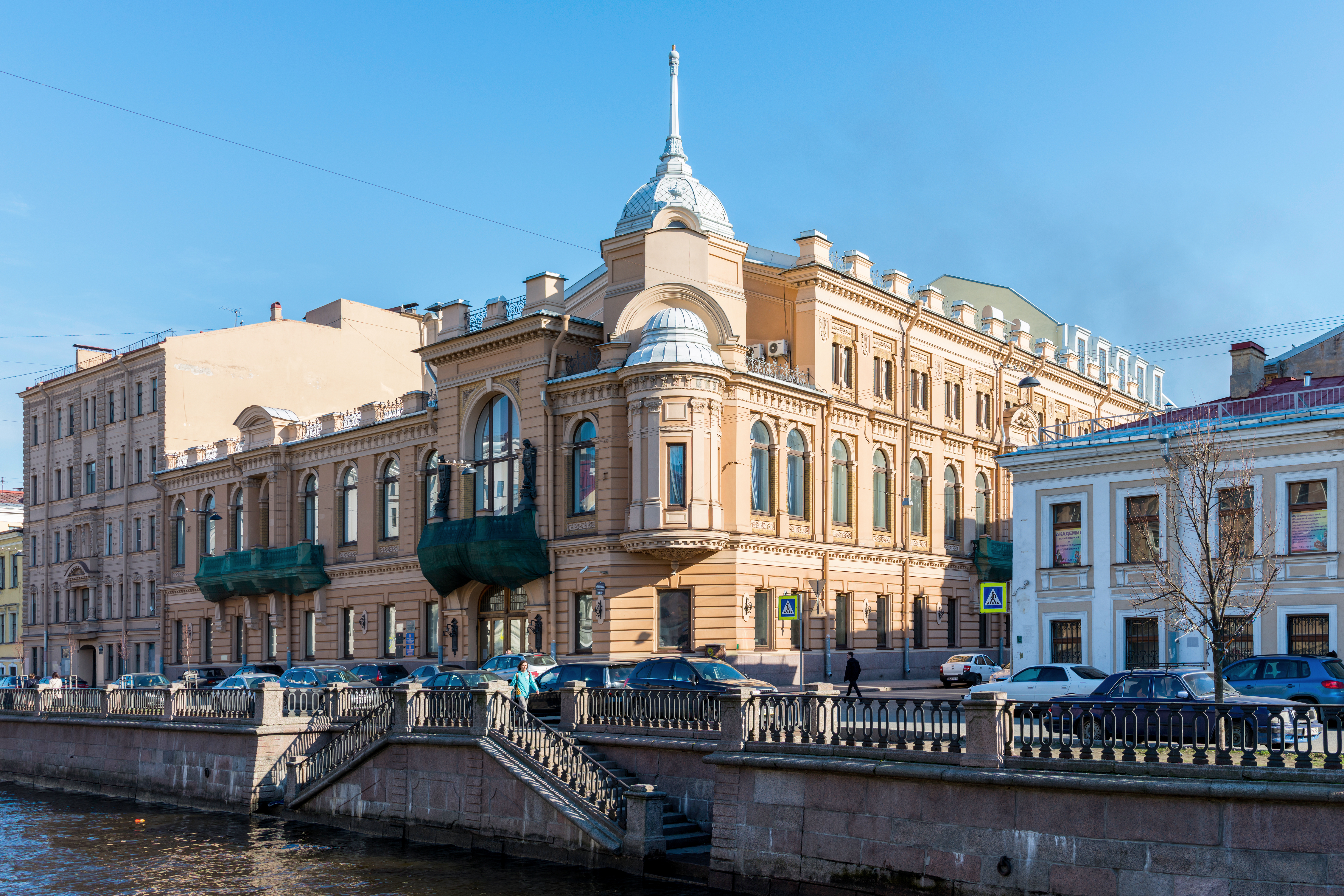
Jekaterininskoje-Gesellschaftshaus (Innenausbau 1904–1906), Nabereschnaja Kanala Gribojedowa 88–90, St. Petersburg
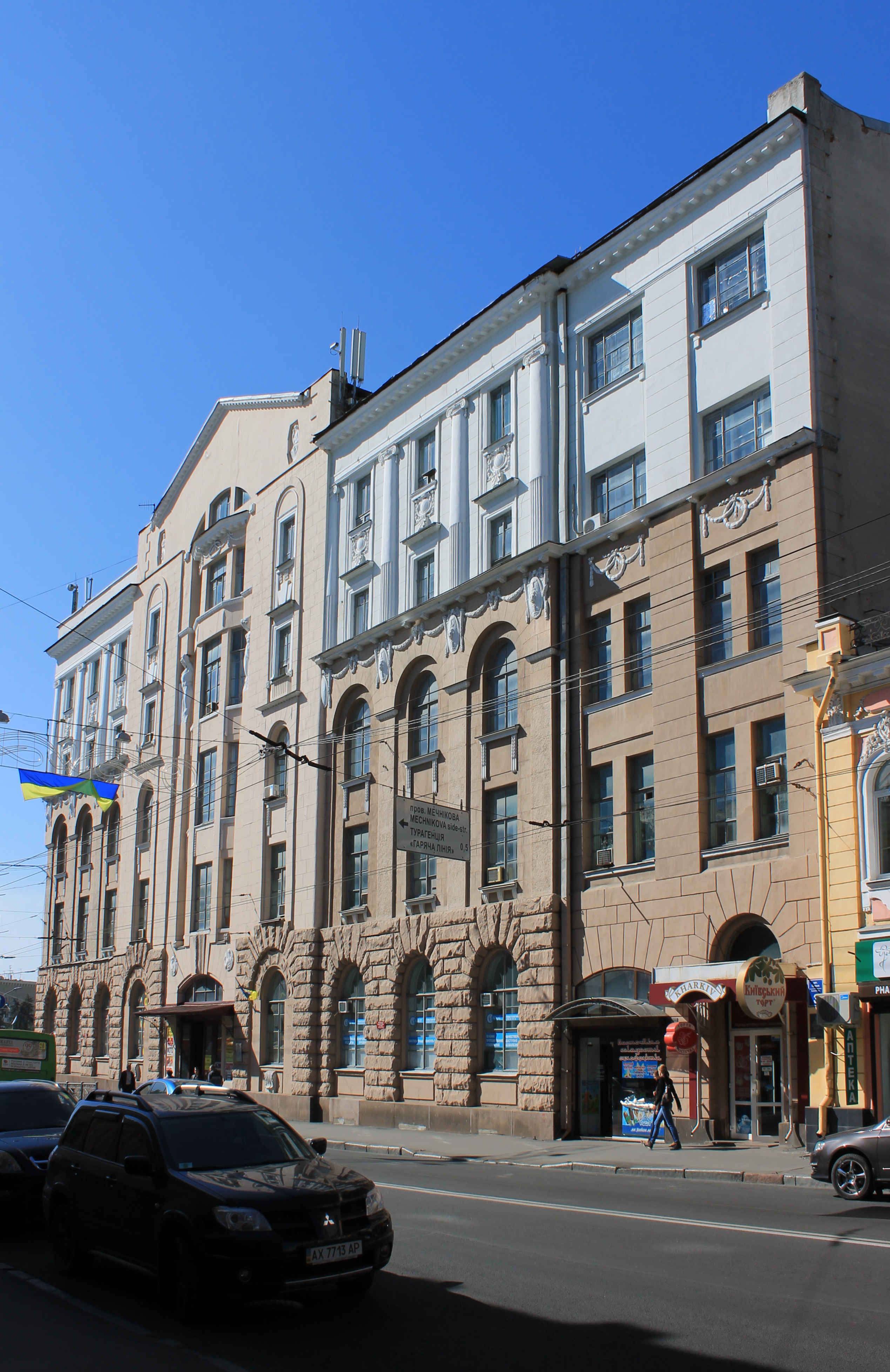
Nordbank (1908–1910), Sumska Wulyzja 1, Charkow
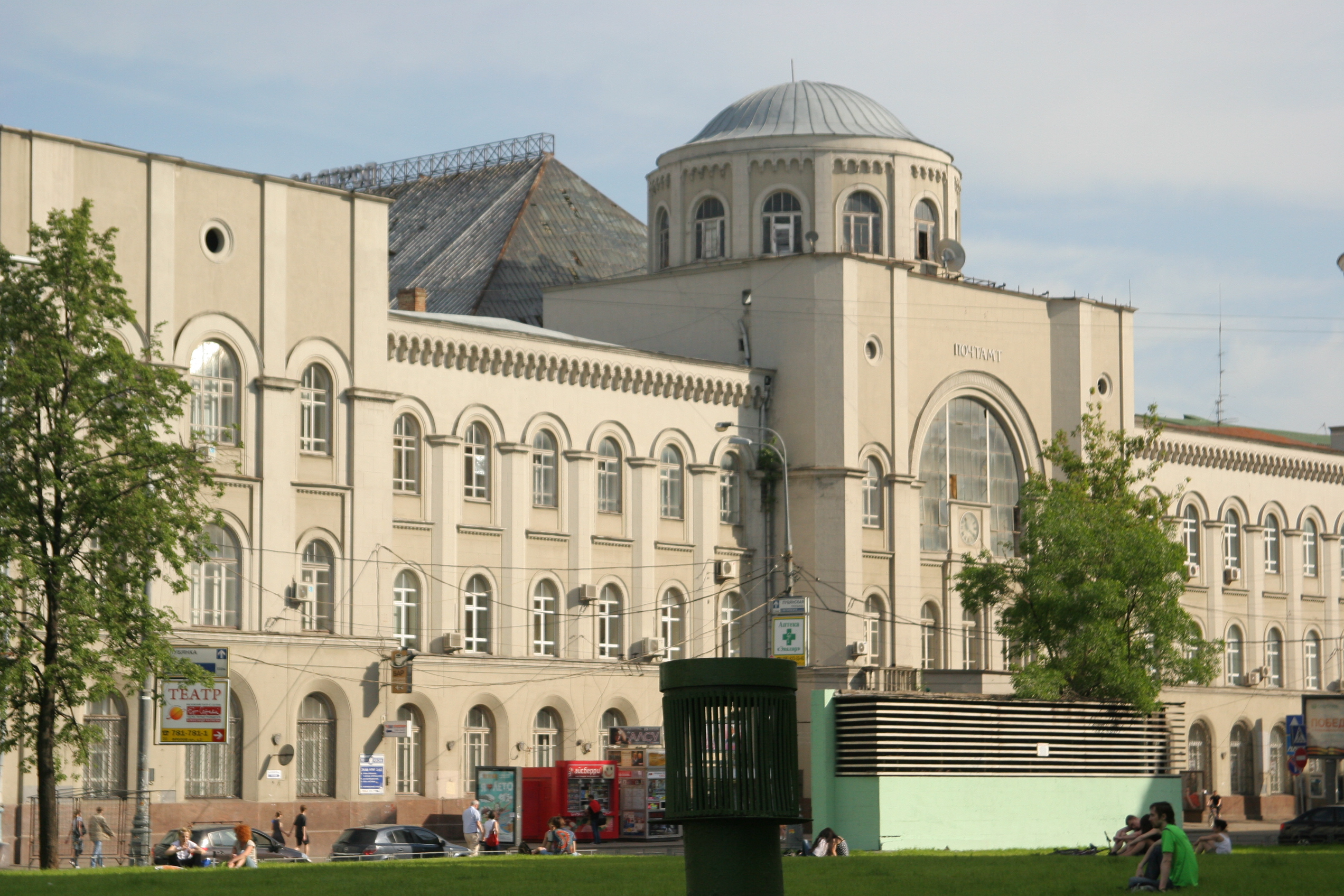
Kaiserliches Post- und Telegrafenamt (1910–1912 mit Leonid Wesnin), Mjasnizkaja Uliza 26A, Moskau
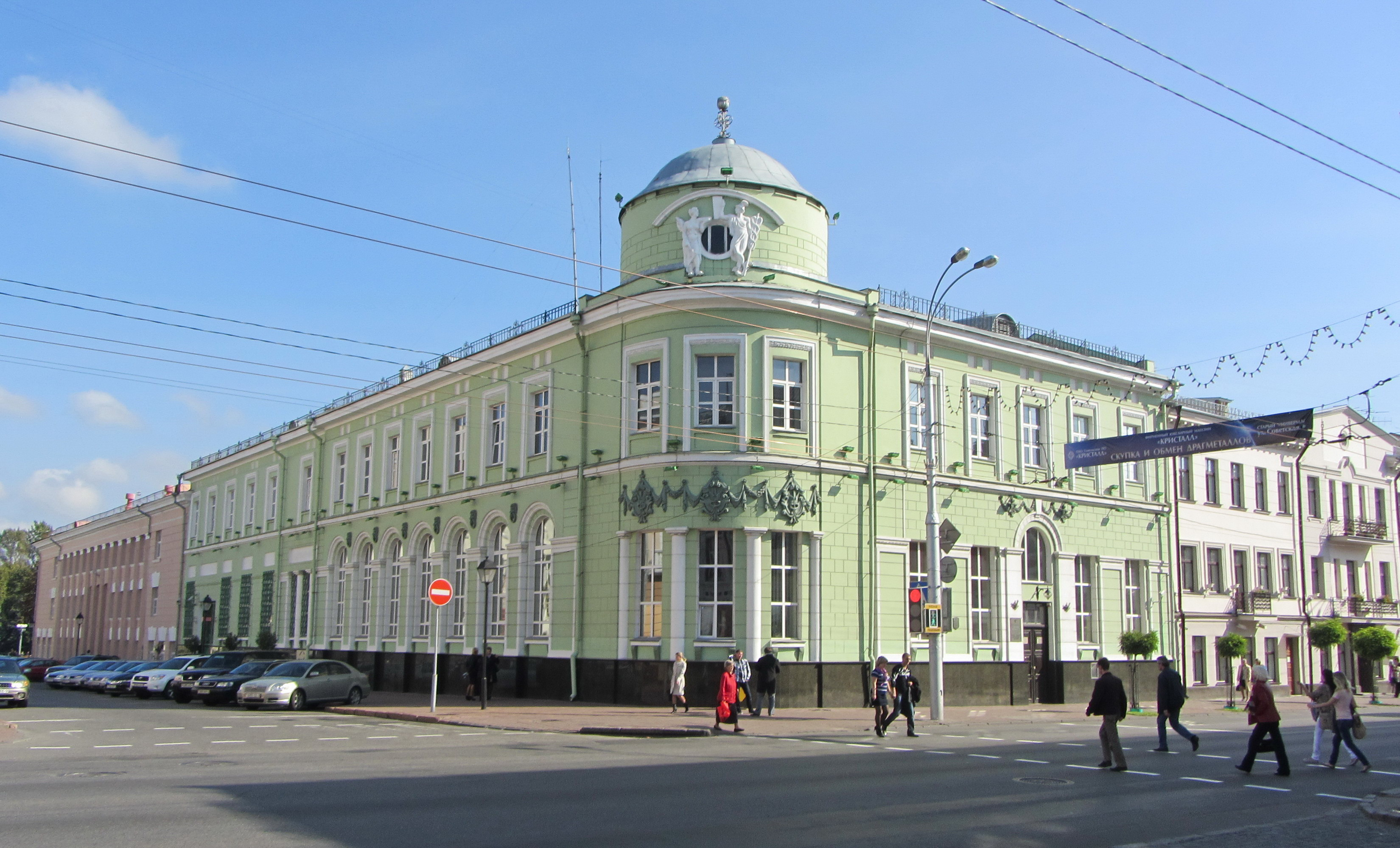
Russisch-Asiatische Bank (1910–1912), Sawezkaja Wuliza 9, Gomel
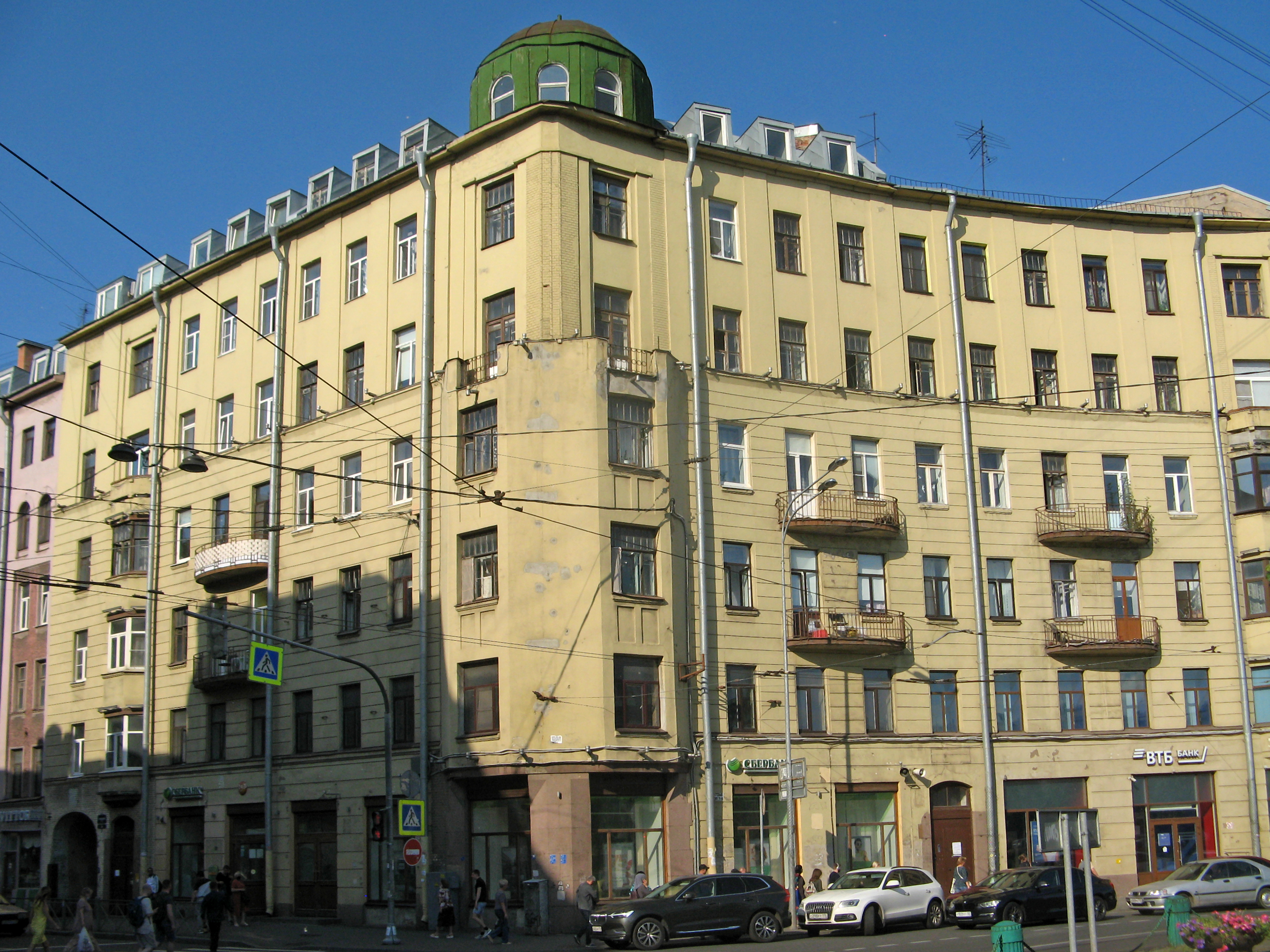
Wohnhaus W. J. Sawadowskis (1912–1913), Narwski Prospekt 24, St. Petersburg
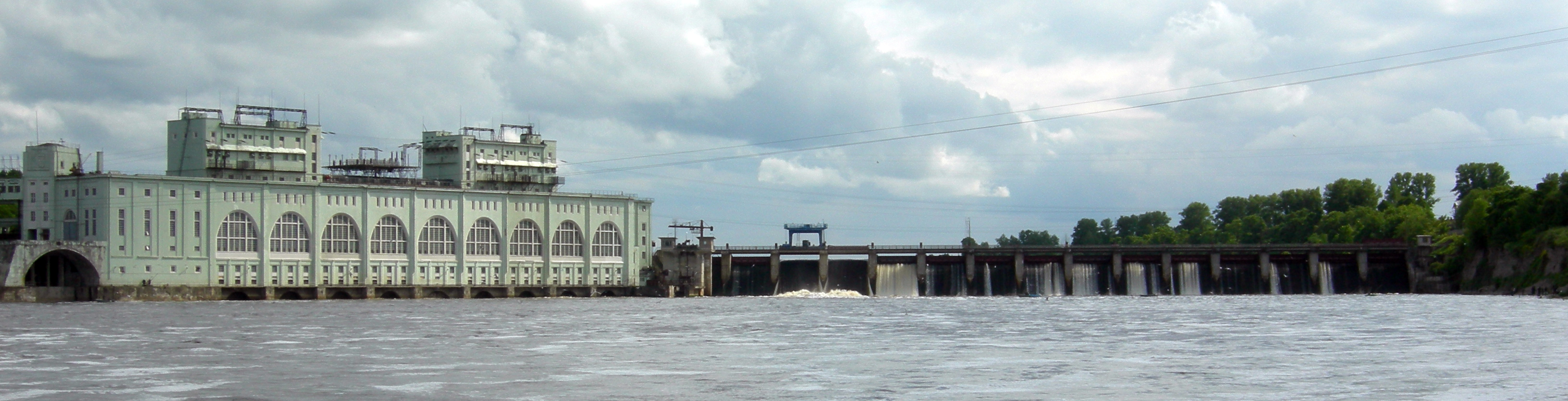
Wolchow-Wasserkraftwerk (1921–1927, Mitarbeiter W. A. Pokrowski, N. P. Gundobin), Wolchow
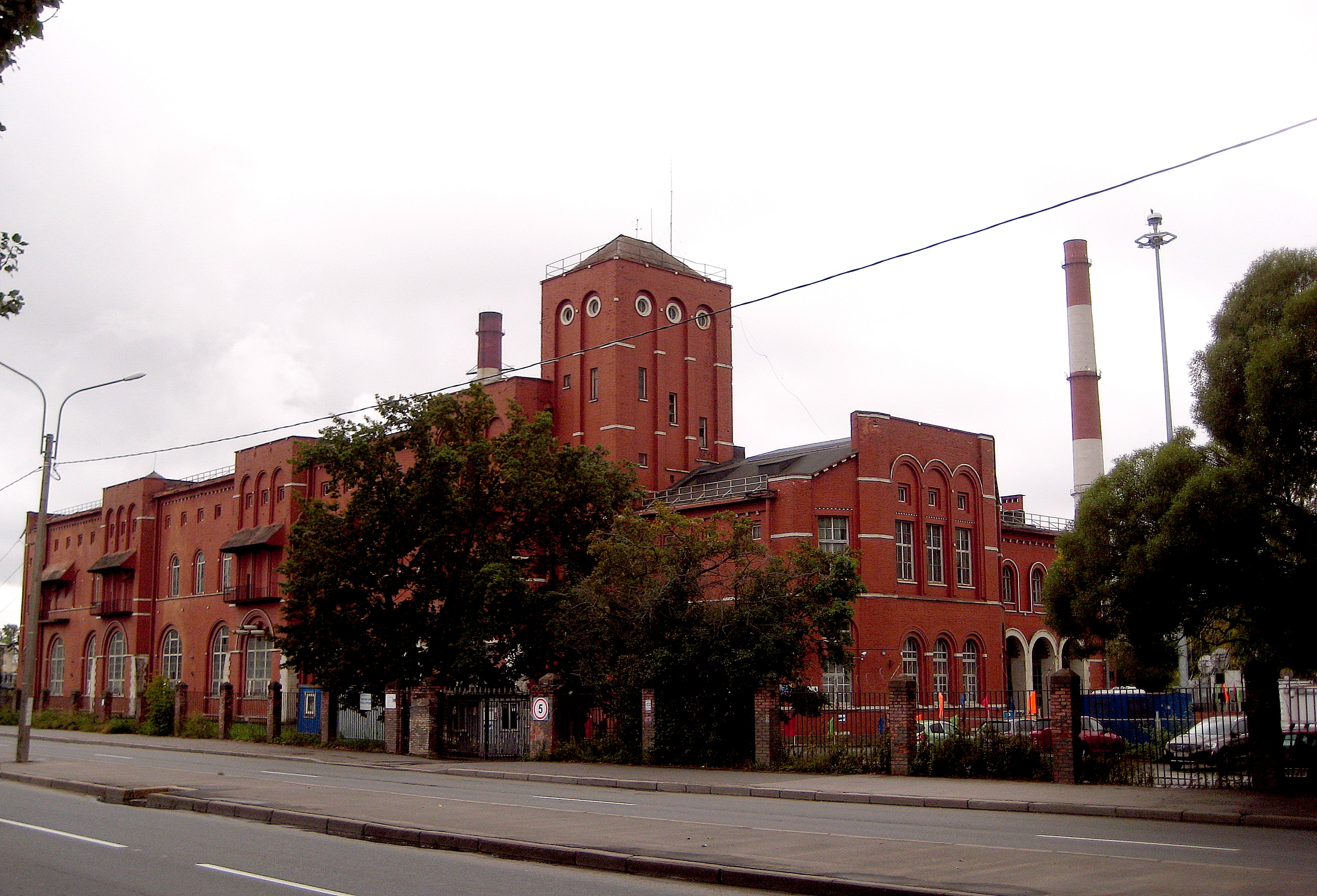
Nord-Wolchow-Umspannwerk (1923–1926, Genrich Graftios Projekt), Poljustrowski Prospekt 46, St. Petersburg
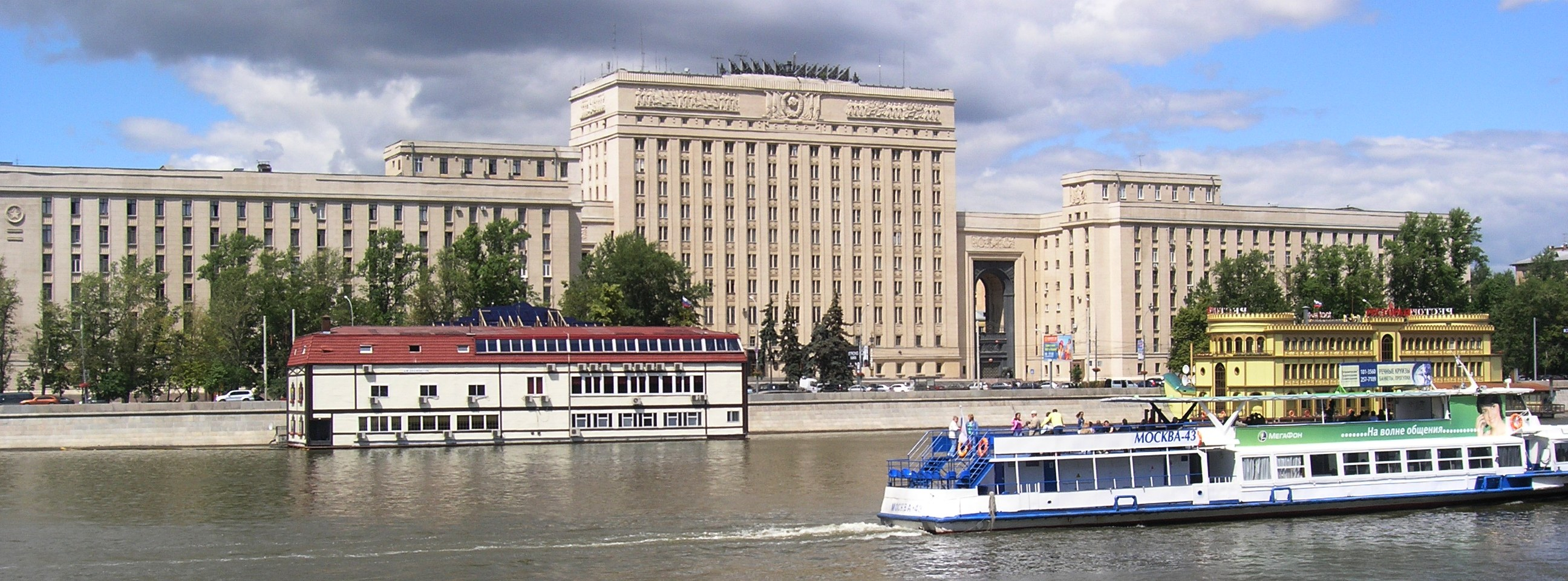
Verteidigungsministerium (1940–1951 mit Lew Rudnew), Frunsenskaja Nabereschnaja 22/17, Moskau